# Bolbitie
Bolbitius
Genre
Les Bolbities sont un genre (Bolbitius) de champignons basidiomycètes de la famille des Bolbitiaceae.

## Liste d'espèces
Selon Index Fungorum (16 avril 2020) :
- Bolbitius acer Watling 1973
- Bolbitius affinis Massee 1902
- Bolbitius albiceps Speg. 1898
- Bolbitius albipes Fr. 1863
- Bolbitius albus (Peck) Watling 1977
- Bolbitius alliaceus Beeli 1926
- Bolbitius ameghinoi Speg. 1898
- Bolbitius apicalis W.G. Sm. 1871
- Bolbitius aurantiorugosus E.F. Malysheva, O.V. Morozova & Kovalenko 2015
- Bolbitius autumnalis Alb. & Schwein. ex Mussat 1901
- Bolbitius bisporus E.F. Malysheva 2015
- Bolbitius broadwayi (Murrill) Dennis 1953
- Bolbitius bruchii Speg. 1926
- Bolbitius brunneus (Murrill) Watling 1981
- Bolbitius bulbillosus (Fr.) Gillet 1876
- Bolbitius caducus Herp. 1912
- Bolbitius callistus (Peck) Watling 1977
- Bolbitius citrinus (Murrill) Watling 1981
- Bolbitius compactus Thesleff 1920
- Bolbitius contribulans Britzelm. 1883
- Bolbitius coprophilus (Peck) Hongo 1959
- Bolbitius cremeus (Murrill) Watling 1981
- Bolbitius demangei (Quél.) Sacc. & D. Sacc. 1905
- Bolbitius dentatus (L.) Kuntze 1898
- Bolbitius elegans E. Horak, G. Moreno, A. Ortega & Esteve-Rav. 2002
- Bolbitius excoriatus Dähncke, Hauskn., Krisai, Contu & Vizzini 2010
- Bolbitius exiguus Singer 1936
- Bolbitius expansus (Peck) Watling 1977
- Bolbitius ferrugineus Arnolds 2003
- Bolbitius fissus Berk. & Broome 1871
- Bolbitius flavellus (Murrill) Ram N. Singh & V.P. Tewari 1977
- Bolbitius flavus (Murrill) Sacc. & Trotter 1925
- Bolbitius floridanus (Murrill) Watling 1981
- Bolbitius gracilior Weinm.
- Bolbitius grandiusculus Cooke & Massee 1890
- Bolbitius incarnatus Hongo 1958
- Bolbitius intermedius (Coker) Watling 1981
- Bolbitius jalapensis (Murrill) Murrill 1912
- Bolbitius lacteus J.E. Lange 1940
- Bolbitius lineatus Rick 1961
- Bolbitius longipes Massee 1899
- Bolbitius luteus (Peck) Watling 1981
- Bolbitius macrorhizus Berk. & Mont. 1856
- Bolbitius malesianus Watling 1993
- Bolbitius marcescibilis Britzelm. 1895
- Bolbitius marcidulus Britzelm. 1895
- Bolbitius marginatipes Zeller 1933
- Bolbitius mesosporus Singer 1978
- Bolbitius mexicanus (Murrill) Murrill 1912
- Bolbitius muscicola (G. Stev.) Watling 1981
- Bolbitius oryzae Berk. & M.A. Curtis 1860
- Bolbitius ozonii R. Schulz 1883
- Bolbitius pallidus E.F. Malysheva & Svetash. 2015
- Bolbitius panaeoloides Henn. 1900
- Bolbitius perpusillus Speg. 1880
- Bolbitius phascoides Speg. 1889
- Bolbitius pluteoides M.M. Moser 1978
- Bolbitius pseudobulbillosus Herp. 1912
- Bolbitius psittacinus Hauskn., Antonín & Polčák 2007
- Bolbitius purifluus (Lasch) Fr. 1838
- Bolbitius pusillus I.G. Borshch. 1857
- Bolbitius radians Morgan 1895
- Bolbitius reticulatus (Pers.) Ricken 1915
- Bolbitius rivulosus Berk. & Broome 1879
- Bolbitius roseipes W.F. Chiu 1973
- Bolbitius rubellus Pers.
- Bolbitius stramineus (Murrill) Watling 1981
- Bolbitius subvolvatus Hauskn., Contu & Krisai 2008
- Bolbitius titubans (Bull.) Fr. 1838 – la Bolbitie jaune-d'œuf
- Bolbitius tjibodensis Henn. 1899
- Bolbitius tripolitanus Sacc. & Trotter 1913
- Bolbitius tucumanensis Singer 1959
- Bolbitius versicolor (Peck) Watling 1981
- Bolbitius villipes (Alb. & Schwein.) Fr. 1851
- Bolbitius viscosus Watling 1975
- Bolbitius yunnanensis W.F. Chiu 1973